# 九・一八歴史博物館
座標: 北緯41度50分03秒 東経123度27分42秒 / 北緯41.83415度 東経123.46175度
「九・一八」歴史博物館（きゅういちはちれきしはくぶつかん）は中華人民共和国遼寧省瀋陽市大東区望花南街46号に位置する博物館。中国国家一級博物館。

## 概要
1931年9月18日に発生し、満洲事変の発端となった柳条湖事件の現場のすぐ横に建設された。中国側からみた「九一八事変」（満洲事変）以降の「侵略」と「抗日戦争」の歴史が、ジオラマ等を多用した展示により描かれている。
博物館の側には中国人民によって倒された炸弾碑と旧日本忠烈祀碑がある。これらはいずれも旧満洲国時代に建てられたものである。
1931年9月18日のカレンダーの形をした旧館（1991年開館）と、満洲事変を暗喩した暗雲の彫刻がある入り口の、巨大な新館（1999年開館）がある。
現在、旧館は閉鎖されているが、その象徴的な形から、本館を紹介する写真などではこちらが写っていることが多い。新館は、照明はあるが一般的な博物館に比べると少し暗い。旧南満洲鉄道の線路上の柳条湖事件の現場は、新館の裏にあたる。
1994年より江沢民の主導下で、本館を用いた愛国主義キャンペーンがスタートした。日本からは村山富市や橋本龍太郎などの首相経験者や、政府関係者が訪問している。
毎年9月18日に柳条湖事件の記念式典が開催される。式典当日は、周辺で反日デモがおこなわれることもあり、地元警察による警戒態勢が敷かれている。

## 展示
「抗日戦争」の戦士としての金日成の展示がある。新館の出口には、江沢民の筆による「勿忘『九・一八』」の金色の彫刻がある。
その他柳条湖事件の首謀者として板垣征四郎と石原莞爾のレリーフが掲示されている。
その他当時の日本軍の小火器、携行品も小規模ながら展示されている。
- 九四式山砲
- 三八式歩兵銃
- 九六式軽機関銃
- モ式小銃
- 十四年式自動拳銃（後期型と前期型）
- 九八式軍刀
- カメラ、双眼鏡など携行品

2011年に、日本の漫画家が終戦前後の体験を描いた展示がおこなわれたこともある。